# 1954 na Coreia do Sul
Esta é uma cronologia dos principais fatos ocorridos no ano de 1954 na Coreia do Sul.

## Incumbentes
- Presidente – Syngman Rhee (1948–1960)
- Primeiro-ministro
  - Baek Du-jin (1952–1954)
  - Byeon Yeong-tae (1954)

## Eventos
- 26 de abril – A Conferência de Genebra é aberta com a finalidade de debater a situação na Coreia e Indo-China
- 1 de maio – A Igreja da Unificação é fundada na Coreia do Sul
- 20 de maio – É realizada a eleição legislativa
- 19 de novembro – A Guerra Fria Coreana entre o norte comunista e o sul capitalista inicia um ano após o fim da Guerra da Coreia
- Data desconhecida – O Aeroporto Internacional de Gimpo é aberto

## Nascimentos
- 27 de setembro – Hyun In-taek, político
- 15 de outubro – Lim Chulwoo, escritor
- 3 de dezembro – Yang Hee-kyung, atriz